# Ознаго
Ознаго, Ознаґо (італ. Osnago) — муніципалітет в Італії, у регіоні Ломбардія,  провінція Лекко.
Ознаго розташоване на відстані близько 490 км на північний захід від Рима, 29 км на північний схід від Мілана, 19 км на південь від Лекко.
Населення — 4850 осіб (2014).
Щорічний фестиваль відбувається 26 грудня. Покровитель — святий Степан.

## Демографія
Населення за роками:

Станом на 1 січня 2023 року в муніципалітеті офіційно проживали 602 іноземці з 46 країн, серед них 185 громадян країн Євросоюзу та 21 громадянин України.

## Сусідні муніципалітети
- Карнате
- Чернуско-Ломбардоне
- Ломанья
- Мерате
- Міссалья
- Монтевеккія
- Ронко-Бріантіно